# Красносельское (электродепо)
ТЧ-8 «Красносе́льское» — строящееся тяговое электродепо для обслуживания строящейся Красносельско-Калининской линии Петербургского метрополитена. Будет расположено за станцией «Юго-Западная».
Согласно проекту «Ленгипротранса», электродепо будет включать в себя 41 канаву, мотодепо и аналогично располагающемуся в ТЧ-3 «Московское» разворотный треугольник.
Одно из двух (в перспективах также второе ТЧ-13 «Ручьи», открытие которого планируется в 2034 году) депо, создающееся с целью обслуживания поездов Красносельской-Калининской линии.

## Расположение
Под электродепо зарезервирован участок северо-восточнее пересечения улиц Маршала Казакова и Доблести, в районе будущей станции метро «Улица Доблести».

## Хронология строительства
В ноябре 2019 года началась подготовка территории, контракт был заключён 19.09.2019. В мае 2020 года снесены гаражи, которые ранее располагались на территории депо. 31.07.2024 заключен контракт с АО «Бамтоннельстрой-Мост» на выполнение инженерных изысканий, разработку проектной и рабочей документации, выполнение комплекса строительно-монтажных работ для электродепо «Красносельское» с планируемым сроком окончания работ до 2029 года. В августе 2024 года новый подрядчик вышел на строительную площадку.

## Планы по введению депо в эксплуатацию
Планы по вводу депо в эксплуатацию постоянно корректировались; согласно бюджету Санкт-Петербурга на 2021—2023 гг. ввод в эксплуатацию запланирован на 2027 год.
Работы по строительству депо обозначены как второй этап первого пускового комплекса 6 линии.

## Обслуживаемые линии
| # | Линия                           | Период             |
| - | ------------------------------- | ------------------ |
| 6 | Красносельско-Калининская линия | не ранее 2029 года |

## Пассажирский подвижной состав
| Тип                          |
| ---------------------------- |
| 81-725/726/727 (планируется) |